# Dorfkirche Walchow

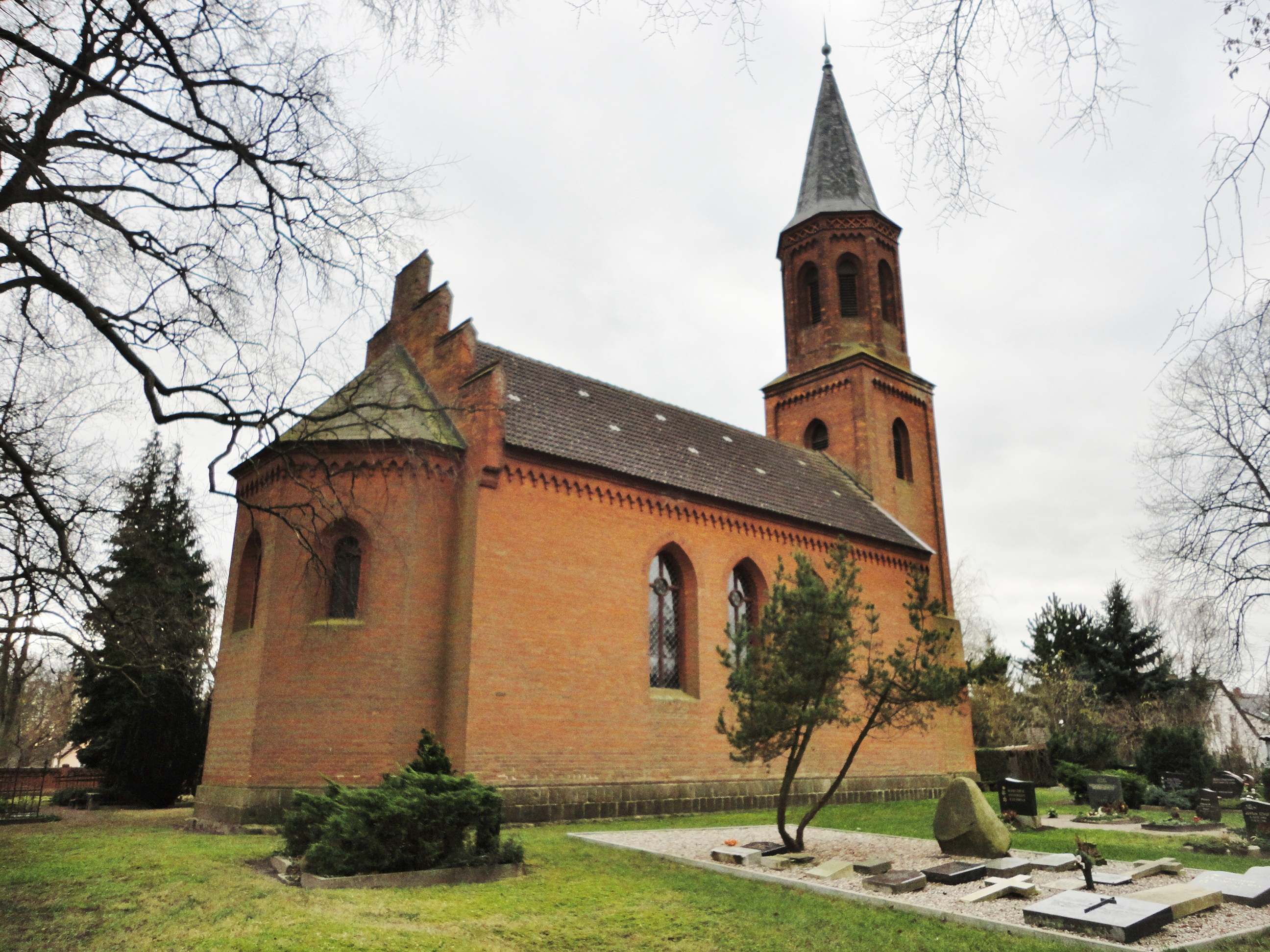
Nordostansicht

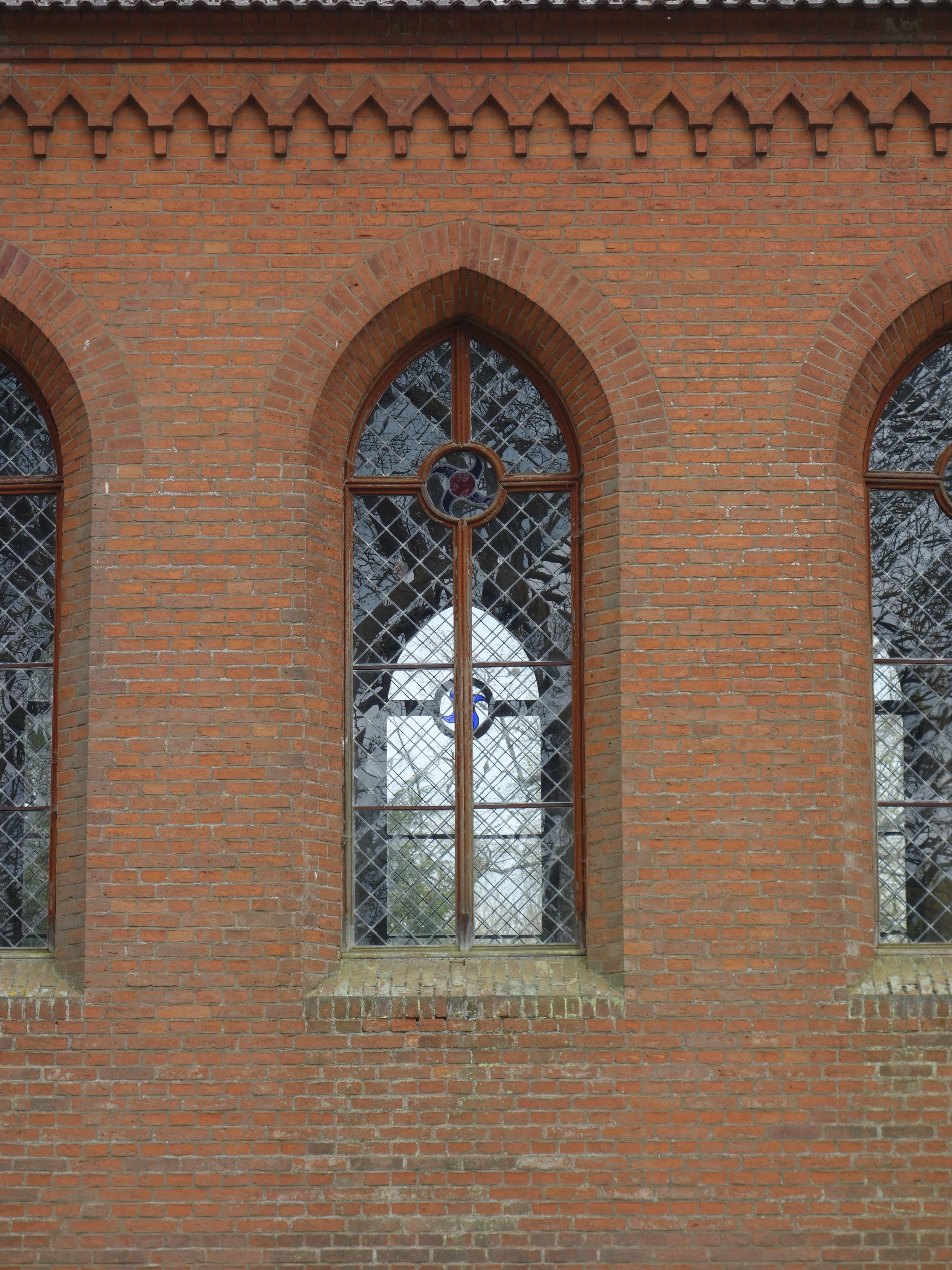
Spitzbogenfenster und Konsolfries

Die Dorfkirche Walchow ist ein neogotisches Kirchengebäude im Ortsteil Walchow der Gemeinde Fehrbellin  im Landkreis Ostprignitz-Ruppin  des deutschen Bundeslandes Brandenburg. Sie gehört zur Gesamtkirchengemeinde Protzen-Wustrau-Radensleben im Kirchenkreis Wittstock-Ruppin der Evangelischen Kirche Berlin-Brandenburg-schlesische Oberlausitz.

## Architektur
Die Saalkirche wurde in den Jahren 1851/52 als Sichtziegelbau auf einem Feldsteinsockel errichtet. Das Ostende des Kirchenschiffs schließt eine polygonale Apsis unter einem Staffelgiebel ab. 
Die Längsseiten des Schiffs sind durch hohe, schräg eingeschnittene Spitzbogenfenster gegliedert. Die Traufgesimse durch abgetreppte Konsolfriese betont. Auf der Westseite steht der eingezogene Quadratturm mit quadratischem Grundriss. Er besitzt einen oktogonalen Aufsatz mit schiefergedeckten Spitzhelm.

## Innengestaltung
Das Innere ist ein einfacher Saal mit flachgedeckter Holzbalkendecke. Altar, Kanzel, Taufe und Liedertafel stammen aus der Bauzeit und wurden von Tischlermeister Dreusicke aus Neuruppin gefertigt. Auf der Westempore steht eine Hollenbach-Orgel von 1882.